# Henry Howard, 7:e hertig av Norfolk
Henry Howard, 7:e hertig av Norfolk, född den 11 januari 1655, död den 2 april 1701, var en engelsk ädling, son till Henry Howard, 6:e hertig av Norfolk och lady Anne Somerset.
Hertig av Norfolk blev han 1684. År 1685 blev han utnämnd till överste för hertigen av Norfolks regemente till fot. Samma år blev han också riddare av Strumpebandsorden. Han var också medlem av kronrådet, Privy Council, under Vilhelm III:s regering. 
Han gifte sig 1677 med den 16-åriga arvtagerskan lady Mary Mordaunt (1659-1705), dotter till Henry Mordaunt, 2:e earl av Peterborough. De separerade 1685 och skilde sig slutligen år 1700, efter ett barnlöst äktenskap. Henry Howard efterträddes som hertig av sin brorson, Thomas Howard, 8:e hertig av Norfolk.